# メタルギアソリッド3
『メタルギアソリッド3 スネークイーター』（メタルギアソリッドスリー スネークイーター、METAL GEAR SOLID 3: SNAKE EATER、略称: MGS3）は、 コナミ（現・コナミデジタルエンタテインメント　KDE）によりリリースされたテレビゲームソフト。PlayStation 2用ソフトとして、日本では2004年12月16日に発売された。以降、後の世代のゲーム機などへアレンジ要素などが加えられた移植版が発売されている。

## 概要
メタルギアシリーズのナンバリング第5作目にあたり、「メタルギアソリッドシリーズ」のナンバリングとしては第3作目。より詳細な時系列はリンク先を参照。
1987年に発売されたシリーズ初作『メタルギア』（MSX2ほか）以前の世界を描いたものであり、ネイキッド・スネーク (ビッグ・ボス) が新たな主人公として据えられている。
物語のテーマは「SCENE（時代）」。前作、前々作のテーマである「GENE（遺伝子）」と「MEME（文化的遺伝子）」に対する価値観や善悪が時代によって変化することを示す。
本ソフトを開発したコナミ内の子会社（当時）「KCEJに所属していたゲームデザイナー・小島秀夫（本作「監督」）は発売前のインタビューで、太平洋戦争での原爆投下や東西冷戦、ケネディ大統領暗殺事件後のアメリカの迷走と、米ソ間の核兵器保有競争、それによる諜報活動の活発化が本作の本流だとしている。
オリジナル版の場合前作は一部のデモシーンのみドルビーデジタル5.1chサラウンドに対応していたが、本作は全編ドルビープロロジックII対応になっている。
オリジナル以降の特筆するべき版のリリース略記
オリジナル以降にリリースされた、何らかのパワーアップ・アレンジ要素が加わった版の履歴を簡易的に記載する。より詳しい内容はリンク先を参照。下記のリリース日は『デルタ』以外は日本における初版のもの。HDエディションなど・オリジナルを普通に移植した版については略記したが、後の副節などにて記載している。
- 2005年12月22日 - 『MGS3 サブシスタンス』リリース。オリジナルと同じPS2ソフトということもあり、追加要素は本編の場合システム回りが中心。
- 2012年3月18日 - 『MGS3 スネークイーター 3D』リリース。携帯機・3DSへの初移植作。3DSの標準機能である裸眼立体視・カメラ・タッチスクリーン・ジャイロ機能に対応し、異なるプレイ感覚で遊べる。
- 2025年8月28日（予定） - 『メタルギア ソリッド デルタ： スネークイーター』 -PS2版をベースに、現行世代のゲーム機(PS5・Xbox series X/S・Steam)のグラフィックレベルに合わせてリメイクされる予定の作品[7]。

## ストーリー
本作はプロローグにあたる「ヴァーチャスミッション」と本編となる「スネークイーター作戦」の2部構成になっている。

### ヴァーチャスミッション
1964年8月24日、ソビエト連邦領ツェリノヤルスク。正式な部隊編成を賭けて特殊部隊「FOX」に与えられた初の実戦任務は、ソ連の兵器開発者・ソコロフの亡命の支援だった。
ソコロフが開発していた新型兵器の演習中の隙を突き、「FOX」のエージェントであるネイキッド・スネークは敵地ソ連へ史上初のHALO降下を敢行する。上官のトム少佐、医療支援担当のパラメディック、そして師匠である伝説の兵士ザ・ボスの支援を得て、スネークは「ヴァーチャスミッション（貞淑な任務）」に臨む。
KGB兵の監視を潜り抜けてスネークはソコロフの元に辿り着くが、そこにソコロフの拉致を目論むGRUの山猫部隊が現れる。しかしスネークは部隊を率いる若き少佐・オセロットをねじ伏せ、山猫部隊も撃退する。
あとは脱出するだけと思った矢先、スネークの前に立ちはだかったのはザ・ボスとGRUのヴォルギン大佐であった。ザ・ボスは自身のコブラ部隊と共にソ連への亡命を宣言し、圧倒的な戦闘能力でスネークを叩きのめし、吊り橋から落とした。
ソコロフも、彼が開発させられていた新型兵器「シャゴホッド」もGRUの手に落ち、ヴォルギンはザ・ボスの手土産であるデイビークロケットをソコロフ設計局へと撃ち込んだ。重傷のスネークはその大爆発をただ眺めるしかなかった。

### スネークイーター作戦
プロローグ
ヴァーチャスミッションの失敗から1週間後の8月30日。ヴォルギンが撃ち込んだ小型核弾頭により、ソ連とアメリカは一触即発の状態に陥っていた。この事態を収拾させる方法はただ一つ。それは、元凶となった亡命者ザ・ボスをアメリカの手で抹殺する事。
GRUの手に落ちたソコロフの奪還、シャゴホッドの破壊、そしてヴォルギンとザ・ボスの抹殺という任務を帯び、スネークは再びツェリノヤルスクへと降り立つ。これはFOXの存続を賭けた、そして全面核戦争を阻止する最後のチャンスであった。
トム改めゼロ少佐、パラメディック、そして武器装備の専門家シギントの支援を受け、スネークは最愛の人を殺す悲痛な任務に臨む。かくしてコブラ部隊という「蛇」を喰らう「スネークイーター作戦」が開始された。
序盤
敵地に降り立ったスネークだったが、待ち構えていたザ・ボスに一方的にやられ、武器も失ってしまう。丸腰のまま、内通者であるADAMの待つ廃工場になんとか辿り着くも、そこに現れたのはADAMの代役を名乗る美女EVAであった。装備を受け取り、再び襲ってきた山猫部隊を撃退したスネークはソコロフが居るという研究所に向かう。
だが、その途中で戦士として成長を遂げたオセロットや、コブラ部隊のスズメバチ使いの精鋭ザ・ペインと対決する。研究所にはソコロフはおらず、彼に立場を奪われた兵器開発者のグラーニンがいるだけだった。不満を募らせていたグラーニンから鍵と情報を受け取ったスネークは、ソコロフが移された大要塞「グロズニィグラード」を目指すことになる。
中盤
スネークは、コブラ部隊の面々、蜘蛛のような動きを誇るザ・フィアー、凄腕スナイパーの老兵ジ・エンド、元宇宙飛行士である火焔兵士ザ・フューリーを次々と撃破し、長い道のりを経てようやくグロズニィグラードに到達する。
しかし、既にシャゴホッドの調整は完了しており、用済みとなったソコロフもヴォルギンによる凄惨な暴行の末に行方不明になっていた。そしてスネークも捕まって拷問を受けた上に、EVAを助けようとして右目を失ってしまった。
辛くも脱出に成功したスネークは滝壺に落ちて死にかけるも、死の世界でのザ・ソローとの対面を経て現世に戻り、EVAとの合流で体勢を立て直す。ソコロフ救出は失敗してしまったが、残る任務を果たすべく再びグロズニィグラードに潜入する。
終盤
シャゴホッドの燃料に爆薬を仕掛けたスネークだったが、ヴォルギンやザ・ボスに見つかり、EVAも捕まってしまう。ザ・ボスに焚き付けられたヴォルギンはスネークと自ら対決するも敗れ、仕掛けた爆薬も爆発。混乱に乗じてスネークとEVAは脱出するも、爆破を逃れたシャゴホッドにヴォルギンが乗り込み、追撃する。
壮絶な逃走劇の末にスネークとEVAはシャゴホッドとの直接対決になだれ込み、遂にこれを破壊し、ヴォルギンも倒した。スネークはEVAに脱出手段の確保を任せて、ザ・ボスの待つオオアマナの花畑に向かう。
ザ・ボスは自身の思想、そして誰にも話さなかった過去と胸中を語り、スネークと最後の戦いを繰り広げる。悲しい戦いの末に敗れたザ・ボスはスネークにヴォルギンの莫大な資金「賢者の遺産」と愛銃「パトリオット」を託し、愛弟子・スネークによってとどめを刺される。追って来たオセロットとの「勝負」を経て、スネークとEVAはツェリノヤルスクを後にした。
エピローグ
任務は完了し、全面核戦争の危機は去った。しかしEVAはメッセージを残してスネークの元を去ってしまう。実は彼女は中国の工作員で、「賢者の遺産」を奪う事が目的であった。そして真相を知るスネークを抹殺する任も帯びていたが、ザ・ボスからメッセージを託されていた彼女はスネークを殺せなかった。
実はザ・ボスの亡命は賢者の遺産を奪取するためにアメリカが仕組んだ偽装亡命だったのだが、ヴォルギンが小型核弾頭を撃ち込んだ所為で計画は狂い、穏便に事態を収めるべくザ・ボスは抹殺されなければならなくなった。そして彼女はスネークに殺されるという最期のミッションを果たした。
その後、スネークは「ザ・ボスを超える者」として「ビッグ・ボス」の称号を授かる。しかしEVAのメッセージで真相を知っていた彼の表情は暗く、ザ・ボスの墓前にオオアマナとパトリオットを供えたスネークは、涙を流しながら敬礼するのだった。
一方、上手く立ち回ったはずのEVAは、オセロット(ADAM)に出し抜かれて偽の「賢者の遺産」を掴まされていた。スネークを通じて本物の遺産を手に入れたアメリカは、「賢者達」を再開するべく動き始めていく。

## ゲームシステム
カムフラージュ
「敵に見つからずに任務を遂行する」というシリーズの特徴を踏襲しつつ、「カムフラージュ」という新たな概念が追加された。フェイスペイントと迷彩服の柄を周囲の環境に合わせることで「カムフラージュ率」と呼ばれる数値が変化する。高い数値を維持すれば近距離でも敵兵に発見されづらくなるが、環境にそぐわない服装や発砲、走ることなどでカムフラージュ率は低下する。また、本作から敵兵が足音に敏感に反応するようになった（前作までは特定の床のみ反応）。移動方法も、走り・歩きに加え、ストーキング（移動速度が遅いものの、足音がせず、カムフラージュ率が低下しない忍び歩き）が追加された。
アクション
前作『メタルギアソリッド2』に比べ使い勝手がよくなっている。ローリング（飛び込み前転）は、段差や障害物を飛び越えたり、階段や坂など移動速度の遅くなる場所を素早く移動できるようになった。ホールドアップはCQCなどにより敵兵が意識があるまま倒れた状態でも行うことができるようになり、別の敵兵に見つかったり、マップを切り替えない限り、伏せたままになる。この状態では威嚇射撃をすることでアイテムが奪える。
CQC
本作から新たにCQC（Close Quarters Combat、近接格闘）と呼ばれる攻撃手段が導入された。ゲーム内では「特殊部隊の母」ザ・ボスによって考案され、主人公ネイキッド・スネークの協力を得て完成された架空の格闘技術という設定になっている。近現代に確立された軍隊格闘術のような技を中心とし、ナイフおよび徒手を使った格闘で相手を拘束し、そこからの投げ技や絞め技、殺害などに連携させることができる。また、敵を盾にして他の敵と銃撃戦を行ったり、ナイフを突きつけて尋問することで情報を得るなど、幅広いゲームプレイを行うことが可能となった。ゲーム中、CQCは無音で実行可能で、敵を地面に叩きつける技などを行っても、間近にいる敵兵に気取られることはない。
サバイバルビュアー
本作の舞台は、PS2では表現が難しいとされていた森林・山岳地帯などの自然環境下での行動の割合が高くなっており、傷の応急処置や、野生動物を食料として捕獲する「キャプチャー」、雨などの気候の変化、ヒルや毒虫への対処、ブービートラップなど、自然の中での作戦遂行を表現する描写が盛り込まれている。負傷の治療や捕獲した動物を食料にするといった作業は、新システム「サバイバルビュアー」で行う。それに合わせて、本作では「スタミナゲージ」が導入。スタミナゲージは空腹度も兼ねた物となっており、サバイバルビュアーで食事を取ると回復するが逆に極度に減少すると空腹音が鳴り、敵に気付かれ易くなる。また、ダメージにより消耗した体力を即時回復させるアイテムがごく限られたものとなり、それ以外での体力の回復にはスタミナゲージを高めた状態で時間をかけて安静状態にする必要がある。企画段階ではPS3での開発を考えていたが、なかなかPS3が発売されないので、PS2では不可能といわれていた密林をあえて舞台に選んだと監督は語っている。
食事
ジャングルで「キャプチャー」した動植物や、食糧庫で手に入れた食糧などを食べてスタミナを回復する。回復量はスネークの好みで変化し、「美味い」と感じるものほど多く回復する。しかし腐ったものや毒物を食べると腹痛や食中毒を起こす。
治療
戦闘やトラップでダメージを受けると、ライフの減少とは別に負傷が生じる場合がある。負傷したままだとライフゲージに赤い部分が現れ、その部分だけ最大値が減る格好となる。その場合はサバイバルビュアーの「CURE」で傷に応じた適切な応急処置を行って治療し、ライフゲージを正常に戻す。自然治癒もするが、時間が掛かる。傷以外にも、食中毒、腹痛、神経毒、風邪の治療も行う。治療具や薬は各所で手に入れる以外にも、動植物を応用する場合もある。
睡眠
セーブデータをロードすると、セーブ時刻からロードまでの間はスネークが寝ていた扱いとなる。睡眠時間に応じて体力やスタミナが回復し、傷も治る。しかし何日も経てば食糧も腐る。
時代考証と装備
時代設定が1960年代である作品であり、開発年代の合わない一部の電子機器は廃止された。これまでの作品でお馴染みのソリトンレーダーはこの時代では開発されていないため、代わりに動体探知機やアクティブソナーなどのセンサーを装備して使用する。敵側の装備も時代が考慮されており、前作ではほぼすべての兵士が携帯していた無線機が、4〜5人に1人の割合の無線兵と呼ばれる兵士のみの装備となっている。この無線兵はリュックサック型の大型の無線機を装備していて、この兵士の胸元にある通話器を破壊するか兵士を無力化させれば敵部隊の通信能力を奪うことが出来る。また定時連絡を行う敵が登場せず、警報機がない場所ではエリアの敵兵を全員倒すと増援部隊は来なくなる。レーザーサイトが装着された銃器は入手することが可能であるが、前述の時代設定上本作はレーザーサイトは最新の技術という設定となり前作のように安易に入手することができない。
一方で劇中には、1964年当時には存在しないMC-130 コンバット・タロン輸送機やMk.22拳銃、初飛行が1969年のはずのMi-24A ハインドヘリコプターなどが登場し、スネークがヴァーチャスミッションでソ連侵入に使用したHALO降下技術も1960年代末に登場した技術となる。これらの矛盾については、「当時には既に存在していたが、機密事項として公式の記録に残されることはなく、闇に葬り去られた」という設定がなされている。

## ゲーム難易度
前作と同様、本作にも難易度が存在する。通常版および『サブシスタンス』ともに難易度NORMALを基準としている。
ライフゲージは固定ではなく、重傷を完治させるとわずかに上限が伸びる。スネークの足音に対する聴力だけは難易度ごとの差はない。
VERY EASY（最低難易度）
- EASYの難易度にさらに以下の特徴がある。
- ライフゲージ初期最大値がスタミナゲージの約75%。『サブシスタンス』では100%。
- 最初からEZGUNと呼ばれる消音麻酔銃を所持しており、無限の弾薬、スタミナ自然回復、レーザーポインター、L1のズーム倍率増加、カムフラージュが常時80%以上を維持といった効果を得られる。
- 敵兵の攻撃力がEASYより低い。
- 麻酔銃を頭や心臓、急所以外に打ち込んでも！マークが出た後すぐ眠る。

EASY（低難易度）
- ライフゲージ上限はスタミナゲージの約75%からスタート。
- 自然回復力が早くなる。
- 武器や装備品の最大装弾数が多くなり、アイテムボックス1つから入手できる弾薬が多くなる。
- スタミナの減りがNORMALより遅くなる。
- 敵の位置を感知するアイテムが全て利用可能。
- 敵兵のライフやスタミナが低い。
- 敵兵の数が少なくなる。
- 敵兵の視界・聴力が悪くなる。
- 敵兵の攻撃力が低い。
- ボスの攻撃力やライフ、スタミナが低い。
- 麻酔弾を急所以外に撃ち込んだ場合の効果が出るまでの時間が長くなる。

NORMAL（標準難易度）
- ライフゲージ上限はスタミナゲージの約50%。
- 麻酔弾を急所以外に撃ち込んだ場合の効果が出るまでの時間がさらに長くなる。

HARD（高難易度）
- ライフゲージ上限はNORMALと同じ50%。
- 自然回復力が遅くなる。
- スタミナゲージがNORMALより減りやすくなる。
- 武器や装備品の最大装弾数が少なくなり、アイテムボックス1つから入手できる弾薬が少なくなる。
- 敵の位置を感知するアイテムが生体センサーのみになり、アクティブソナーや動体探知機が入手できない。
- 敵兵の視界・聴力がNORMALより鋭い。
- 敵兵の数が多くなる。
- 敵兵の攻撃力が高い。
- 一部敵兵の巡回ルートが変化する。
- 敵兵の気絶・睡眠持続時間がNORMAL以下より短くなる。
- 一部ボスのライフやスタミナ、攻撃力が高い。

EXTREME（最高難易度）
条件を達成すると選べるようになる最高難易度。
- ライフゲージ上限がスタミナゲージの約32%（NORMAL・HARDの約2/3）からスタート。
- 自然回復力が非常に遅くなる。
- スタミナゲージが大幅に減少しやすくなる。
- 武器や装備品の最大所持数がさらに少なくなり、アイテムボックス1つから入手できる弾もさらに少なくなる。
- 敵の位置を感知するアイテムは入手できない。
- 敵兵の視界・聴力が非常に鋭い。
- 敵兵の数がかなり多くなる。
- 敵兵およびボスのライフやスタミナ、攻撃力が非常に高い。
- 敵兵の気絶・睡眠持続時間がHARDよりさらに短くなる。
- ホールドアップしても銃を構えていないと時間経過ですぐに解除される（伏せホールドアップは例外）。
- セーブすると聞けるパラメディックの映画講座の種類数が増えている。

EUROPEAN EXTREME（海外版最高難易度）
『サブシスタンス』で追加された難易度で、選択には特定の条件を達成する必要がある。
- EXTREMEと同難易度だが、敵兵に発見されると即ゲームオーバーになる。

## 派生版

### メタルギアソリッド3 サブシスタンス
2005年12月22日に、同作の完全版にあたる『メタルギアソリッド3 サブシスタンス』（メタルギアソリッドスリー サブシスタンス）が発売された。通常版はディスク2枚組。
- ディスク1「SUBSISTENCE」

「遊ぶディスク」。調整が加えられたMGS3本編を収録。スネークを中心に周囲を360度見渡すことができる「3Dカメラ」が、この『サブシスタンス』から採用されており、従来の「俯瞰カメラ」との切り替えも可能。通常版で問題となった、無線などのロード時間の遅延も修正されている。また、本編のポリゴンデモの個別再生および連続再生ができる「デモシアター」が追加された。これまでの完全版と銘打った作品は全て音声が英語だったが、今作では日本語音声となった。「猿蛇合戦」はディスク2に移動し、本編からは削除された。
- ディスク2「PERSISTENCE」

「遊び尽くすディスク」。無印版からステージが追加された「猿蛇合戦 完全版」、オンラインモード『メタルギアオンライン』、MSX2復刻版『メタルギア』『メタルギア2』、様々な状況下でボス戦を楽しめる「ボスデュエル」、本編のパロディ映像「シークレットシアター」を収録。『MG2』は、このディスクに収録されるまでアメリカでは発売されていなかった。
- ディスク3「EXISTENCE」

「観るディスク」。初回生産版およびヘッドセット同梱版に付属された特典。ゲーム本編のポリゴンデモを再編集したストーリー観賞用ディスクであり、「鑑賞するMGS3」と表される。追加シーンなどリアルタイムデモが変更されている場面があり、細かな部分で改良が加えられている。2005年開催の東京ゲームショウで上映された、『メタルギアソリッド4』トレーラー映像も収録。

### メタルギア20周年記念版
2007年7月に、メタルギア生誕20周年記念として廉価版である『METAL GEAR 20th ANNIVERSARY METAL GEAR SOLID BEST PRICE』が発売された。ディスクは2枚組で、ディスク1は『サブシスタンス』そのままだが、ディスク2は『MG』『MG2』のみとなっており、「オンライン」「猿蛇合戦」「ボスデュエル」「シークレットシアター」 は削除されている。これらは本作以降の移植版にも収録されていない。

### コナミ殿堂コレクション
メタルギア20周年記念版の廉価版。内容は同じ。2009年発売。

### メタルギア ソリッド HD エディション
2011年11月23日発売のPlayStation 3版およびXbox 360版、2012年6月28日発売のPlayStation Vita版。『MGS2 サブスタンス』『MGS3 サブシスタンス（20周年記念版）』の移植版。『MG』『MG2』は本作中に同梱する形に変更された。PS3版にはゲームアーカイブス版メタルギアソリッドの無料ダウンロードコードを同梱。

### メタルギアソリッド スネークイーター 3D
2012年3月8日に発売されたニンテンドー3DS向けリメイク移植版ソフト。略称は『MGS3D』、または『MGS SE 3D』。ディレクターは小島プロダクションの中村如哉、ラインプロデューサーはオリジナル版助監督の松花賢和が担当。任天堂ハードで発売したメタルギアシリーズは本作で3作目である（ただし、当時小島が関わっていなかったFC版『MG』、日本国外のみリリースされたNES版『Snake's Revenge』も含めると5作）。
一から作り直されているため、グラフィックは色鮮やかになり、3DSの特徴である立体視にも対応している。中腰移動や照準の表示・肩越し視点が追加（従来の主観視点も存在）され、『メタルギアソリッド4』『ピースウォーカー』に近い操作ができるようになり、フォトカモフラージュという『モバイル』のカムフラージュ機能のように、3DS本体のカメラで撮った写真を迷彩服の模様にする機能などが新たに加えられた。この迷彩服のカムフラージュ性能は使った写真・画像によってそれぞれ異なり、ムービー中や無線画面でも変わることがない。撮影した画像によってはカムフラージュ率が異様に高くなることもあり、敵兵が近くにいても気付かれないほどの高いカムフラージュ率を持つこともある。
その他の要素として、アクションに関してはアイコンの表示により分かりやすくなり、攻撃はヒットエフェクトが表示される（ダメージ表現のみ）。下画面はマップ（『メタルギアソリッド』『MGS2』のレーダーのようにスネークを中心とした周りの地形が表示され、敵兵は表示されない。また、スネークが向いている方向も表示される。アイテムである探知機による表示はここにされ、わかりやすくなっている）や体力ケージ、敵兵の警戒状態の表示を集約してあり、タッチスクリーンの機能により、サバイバルビュアーを開かずにメニューの操作、武器や装備の着脱が可能。3DS本体内蔵のジャイロセンサーで不安定な場所でバランスを取ったりなど、3DSならではの機能が追加された。
なお、基本的に操作はA/B/X/Yボタンでカメラ操作、十字ボタンでアクション、姿勢変更、武器、装備品変更とそのウィンドウ表示となっているが、拡張スライドパッド対応により、それを装着することで、右スライドパッドでカメラ操作、A/B/X/Yボタンでキャラクター方向リセット、姿勢変更、アクション、射撃モード切替操作ができるようになり、ZL、ZRといったボタンが増えたため、ZLで武器構え、ZRで攻撃ができ、L、Rの部分で武器、装備の変更とそのウィンドウ表示ができる。
本作の発売に合わせて、2012年1月に本体同梱版のSnake Camouflage仕様ニンテンドー3DSをコナミスタイルにて抽選予約によって販売した。ほか、HORIから本作オリジナルのアクセサリーセット『メタルギアソリッド スネークイーター3D アクセサリーセット for ニンテンドー3DS』を本作発売と同時に発売した。
また、任天堂ハードでの発売ということもあり、任天堂キャラクターであるヨッシーがケロタンの代わりとして登場。攻撃を加えると鳴き、全て鳴かせるとステルス迷彩を入手できるところも同じだが、ほとんどの配置を変更（ガーコ迷彩に関してはフルーツのデザインの迷彩に変更されている）。その他、HOOTERS TOKYOとコラボレーションしており、ゲーム中において設置武器の雑誌がHOOTERSのオフィシャルブック、HOOTERS JAPANに変更、グラビアポスターは、フーターズガールが担当している。なお、本棚の本もメタルギアシリーズ（25周年記念表紙、『スネークイーター 3D』『ピースウォーカー』など）や『ボクらの太陽』『Z.O.E.』などを表紙として新たに変更されている。
追加ムービーや削除した部分などいくつかあるが、PS2版から削除された猿蛇合戦によるコラボレーションアイテムの「SARU MASK」は削除されたものの、本作ではHDエディションとは異なりカムフラージュのBANANAだけは残っている。なお、ヴァーチャスミッション終了後に追加される主題歌『Snake Eater』を用いたOPデモはタイトル画面をしばらく放置した後に流れるようになっている。クリア後の称号は一つだけの表示ではなく、複数の条件を満たして同時に入手した称号もリスト化して表示される形になっており、タイトルメニューから確認できる他に入手していない称号に関しては入手条件のヒントが表示されている。称号取得の条件などに関わるプレイデータ（リザルト）も過去の記録、現在の記録、それを合わせた総合の記録を観覧できる。
本作発売後は、発売記念抽選会が3月8日〜3月14日の期間で開催され、抽選の内容は小島と新川洋司のサイン入りニンテンドー3DS本体などが当たるというものだった。
拡張スライドパッドが「有効」になっている状態で、WIG機内でのオセロット戦でセーブした場合、セーブデータが異常が発生し、ゲーム再開時に正常にロードができなくなる不具合があったため、7月5日より不具合解消のためのアップデートファイル（Ver.1.1）をニンテンドーeショップにて配信している。また、その他のバグ等もこのファイルで修正されている。アップデートファイルを施した場合は、タイトル画面で右下にバージョンが表示される。
※ 以降の派生版は小島秀夫がコナミを退社し、小島プロもKDEに吸収される形で事実上消滅して以降の版となる。携わっているスタッフもプロデューサーの岡村憲明などを除いて公表されていない。

### マスターコレクション版
2023年10月24日にリリースの『メタルギア ソリッド:マスターコレクション Vol.1 』に、『MGS』『MGS2』と共に収録された。対応機種はNintendo Switch、PlayStation 5、PlayStation 4、Xbox Series X/S、PC。概ねHDエディションと同等の移植だが、一部の操作が各機種に応じてPS2版から変更されている。単品でも発売されている。

### メタルギア ソリッド デルタ： スネークイーター
『メタルギア ソリッド デルタ： スネークイーター』（METAL GEAR SOLID Δ:SNAKE EATER）は本作のフルリメイク作品。2023年5月25日にインターネット配信された「PlayStation Showcase 2023」において発表。この時期の最新世代ゲームにも見劣りしないレベルにグラフィックをグレードアップさせたリメイク版になるとされる。2025年8月28日発売予定。メインストーリーや（日本の）キャストボイスについてはすべて当時（オリジナル）のままとなる。オリジナル版で敵兵AIプログラムを担当した是角有二がクリエイティブプロデューサーを務める。
なおリリース機種についてはPlayStationの番組で発表されたとおり現行のPS系最新機種であるPlayStation 5のほか、番組配信の翌月にXbox系およびSteam系のストアページも開設されており、そちらの機種と合わせたマルチプラットフォームソフトとなる。

#### 開発
メタルギアシリーズの再開を求めるユーザーの声は岡村らコナミに残留したスタッフにも届いていたが、小島秀夫を始めとする当時のスタッフの大半が退社しており、本作のプロジェクトを始動できない状態が続いていた。しかしながら、時間の経過とともにメタルギアシリーズをプレイしたことが無い、あるいはタイトル自体を知らないユーザーが増加した事から危機感を感じ、その状況を打破すべく企画を開始した。
「メタルギアシリーズファンが望んでるものは何か？」を考えた結果、新ディレクターが独自の解釈を加えて一新するのではなく、必要最低限の部分を高品質化することでオリジナル版の体験を忠実に再現しながらも、昨今のゲームに触れているユーザーにも受け入れられるものを作る方針とした。
開発当初は背景やキャラクターモデルのみを現代風にリファインし、アニメーションなどはそのままのプロトタイプを作成。しかし、グラフィックのリファインのみでは視点、キャラクターアニメーションなどで違和感が出てしまったため、結果としてアニメーションに関してはほぼすべてを一新し、視点はオリジナル版の俯瞰視点と3人称視点を新規追加するなどの調整を行った。一方でゲーム中のムービーについては構図やカメラワークはオリジナル版を徹底再現、オリジナル版に存在した多数の小ネタなどもほとんどそのまま再現されるという。『20周年記念版』以降未収録であった「猿蛇合戦」「シークレットシアター」も復活し、オンラインモードも内容を一新した「FOX HUNT」として追加される。
是角によると、オリジナル版では当時の技術の限界やハードウェアのスペックなどの制約上実現できなかった要素についても、本作では積極的に取り入れているという。

## 付加要素

### デモシアター
本編に収められたポリゴンデモの、個別再生および連続再生ができるモード。『サブシスタンス』から追加され、20周年記念版以降にも収録されている（スネークイーター3Dを除く）。このモードを選択するには、本編をクリアしたセーブデータが必要。本編プレイ時に見たポリゴンデモを、好きなフェイスペイント・コスチュームに変更して鑑賞できる（選択時に"カムフラージュは反映されません"と表示されるポリゴンデモは無効）。特定の条件を満たすと、本編よりお色気要素の強い「ピンクデモシアター」が選択可能になる。

### 猿蛇合戦
ソニー・コンピュータエンタテインメントのゲーム『サルゲッチュ』とのコラボレーションで実現したミニゲーム。遠足で不在のカケルやヒカルの代わりに、スネークがピポサルを捕まえる。2004年発売のオリジナル版・2005年発売の『サブシスタンス』(ともにPS2版)でプレイできる。オリジナル版では最大5ステージ、サブシスタンスでは新たに2ステージが追加され最大7ステージをプレイ可能（本編の進行具合に応じて、プレイ可能なステージ数が変化する）。ステージのタイトルは映画のパロディとなっており、メタルギアのパロディである兵器「メサルギア」がオブジェとして登場したり、「Snake Eater」の盆踊り風アレンジが流れるなど、本編のパロディも盛り込まれている。
各ステージは『MGS3』本編のマップから選出されている。ピポサルは原作のように「ゲットアミ」などのガチャメカを用いるのではなく、専用の銃「SARU-GUN-SHAKE」またはスタングレネードで気絶させた状態で接触すると「ゲッチュ」する。原作同様、ピポサルはスネークを発見すると逃げ回ったり叩いてくる。ゲームオーバーは無く、全ピポサルを「ゲッチュ」するまでのタイムを競う。
ただし、このミニゲームに登場するスネークはネイキッド・スネークとグラフィックが共通であるが、歴代の主人公ソリッド・スネークである。また、ロイ・キャンベル大佐も登場する。このミニゲーム内のストーリーでは『サルゲッチュ』の登場人物であるハカセがキャンベルのハイスクール時代の同期で、オタコンの友人でもあるという設定が語られている。
ゲーム付属の説明書によれば、このミニゲームのみ、暴力的な表現がないためお子様でも楽しめる仕様になっているとのこと。
2005年に発売された『サルゲッチュ3』では、隠しゲームとして『メサルギアソリッド』が作られ、猿蛇合戦とは対照的に、ピポサルが敵基地に潜入し、先に潜入したソリッド・スネークを探し出し、敵兵器メサルギアを破壊する内容となっている。ストーリーやゲームシステムはメタルギアシリーズのパロディで、「猿蛇合戦」で語られたキャンベルとハカセの関係性なども引き継がれている。
20周年記念版以降には一切収録されていなかったが、『デルタ』のPS5版とSteam版ではリメイクされて復活収録される。XSX|S版には代わりにボンバーマンシリーズとの自社コラボレーション「ボム蛇合戦」が収録される。

### ボスデュエル
『サブシスタンス』で、特定の条件を満たすとプレイ可能になるミニゲーム。様々な状況下でボス戦を楽しめる。各ボス戦ごとに、本編とほぼ同じ装備品で戦う「NORMAL」と、装備品が限られている状態で戦う「SPECIAL」の2つのモードが用意されている。SPECIALのジ・エンド戦はスネーク、ジ・エンドともに頭部に攻撃が命中すると即終了の設定になっており、究極の狙撃戦を楽しむことができる。

### シークレットシアター
公式ページでは、本作品のモーションやボイスを流用したパロディムービーがシークレットシアターとして数本公開されている。内容は「スネークがドジを踏んで自滅する」「シギントがスネークの見せ場を悉く奪う」「ザ・ペインの蜂でザ・ボスの方がやられてしまう」「握手を拒否されて怒ったCIA長官がスネークをCQCで叩き伏せる」など、本編をギャグ化したものとなっている。
本作の制作完了後、スタッフの打ち上げパーティーにて、本作デモ班が密かに制作したシークレットシアターが披露された。これを観た小島は公開を決断、急遽本作公式サイトでの配信が決定されたという。その後、本作公式サイトにてシークレットシアターのネタ募集をかけるなど、徐々に数は増えていった。
『サブシスタンス』には公式ページにて公開されたシークレットシアターの高画質版に加え、完全版に向けて制作された新しいシークレットシアターが収録された。特定の条件を満たすことで視聴できる。音声のほとんどは作中の物を編集して使用しているが、スネークや雷電が作中で喋っていない台詞を使うなど、新規収録が行われている。また、東京ゲームショウ2005で公開されていた「Metal Gear Raiden」もシークレットシアターの一つとして収録されている。
『デルタ』ではグラフィックをリニューアルして復活収録される他、新しいネタも追加される。『サブシスタンス』と異なり、敵兵が持つ8mmフィルムを入手すると閲覧可能になる。

### メタルギアオンライン
『サブシスタンス』に同梱されている、オンライン対戦ゲーム。費用は無料で、最大8人が同時対戦できる。キーボードでのチャットやボイスチャットにも対応している。オンラインサービスは2006年12月25日で終了した。終了日の1時間のみ、兵士全員の声が小島秀夫になるというサービスを行った。
本編と同様にCQCが導入されており、オセロットはおろか一般の兵士ですら、スネークとほぼ同様のCQCを扱うことが出来る。しかし、スネークのものと比べて威力が格段に低い上、使用後バランスを崩してよろけるため、拘束も行なえないという仕様となっていた。
『20周年記念版』以降には収録されていないが、『デルタ』では「FOX HUNT」（フォックスハント）という新たなオンラインモードが追加される。

## 登場人物

### FOXとその関係者
ネイキッド・スネーク
声 - 大塚明夫、モーション - 吉田瑞穂
本作の主人公。1935年生まれの29歳。FOXに所属するエージェント。後のビッグ・ボス。本名は「ジョン」であり、ゼロ少佐やザ・ボスからはジャックの愛称で呼ばれる。パラメディックに名前を訊かれた際は、英語圏で身元不明の男性死体を指し「名無しの権兵衛」にあたる「ジョン・ドゥ」と名乗り、逆に彼女の名前を訊いた際には身元不明の女性死体を指す「ジェーン・ドゥ」と切り返されている。
ザ・ボスの最後の弟子であり、彼女と共にCQC（クロース・クォーターズ・コンバット）を編み出し、あらゆる戦闘技術を授けられている。スネークイーター作戦完遂後はFOXのノウハウを活かし、特殊部隊FOXHOUNDを設立、そして「ザ・ボスを超えるボス」として「ビッグ・ボス」の称号を与えられる。1972年の恐るべき子供達計画（Les Enfants Terribles /レザンファン・テリブル）によってソリッド・スネークとリキッド・スネークの2人のクローンが誕生する。その後、完全なクローンであるソリダス・スネークが生み出された。拷問された際にオセロットのシングル・アクション・アーミーの暴発によって右目を失明し、トレードマークとなる眼帯を着用することになった。
高い戦闘能力を持ち、その忍耐力と精神力からヴォルギンは「タフな男」と評している。CQCの基本としてナイフと拳銃を同時に構えるスタイルを用いる。戦いにおいては効率性を最優先し、精神論や根性論は廃する戦争観を持つ。師であるザ・ボスからは、戦場や戦うという事に対して自分の考え方や立ち位置が確立できていない、本来兵士が戦う事に個人的な感情や思想、戦う理由を求めてはならないがそれを求めようとする「未熟者」と評されている。
ビキニ環礁で被曝して生殖能力を失っているが、女性には関心を持っている。食欲も旺盛で、野生の動植物の味に非常に関心を持つ。吸血鬼を怖がっており、“ドラキュラ”という単語をたった一つ耳にしただけで悪夢を見る。元々映画はあまり観ないタイプだが、007シリーズを始めとするスパイ映画は自分と重ねて見てしまうため苦手としている。
EVA（エヴァ）
声 - 渡辺美佐、モーション - 大黒優美子
KGBの諜報員。28歳。元はNSAの暗号解読員で、1960年にADAMとともにソ連へと亡命した。スネークへの情報提供とサポート、シャゴホッドのデータ奪取のためフルシチョフに派遣される。本来はADAMが来る予定だったが来られなくなったため、急遽代役として派遣されたという。バイク好きで、即席ラーメンが大好物で、ダイエットを意識しているらしくカロリーメイトにも関心が強い。ヴォルギンに接近するために「タチアナ」という偽名を使って潜入している。
工作員候補生時代にザ・ボスが教官を務めていたことから彼女に正体を見破られて全容を打ち明けられたことで、スネークに事態の真相を伝える役割も果たす。
その正体はKGBと偽った中国人民解放軍総参謀部第二部のスパイで、本物の内通者EVA（男性）とすり代わって活動していた。派遣されてきたADAMを抹殺しすり替わる手はずだったが、ADAMは合流地点に現れず、そのままEVAを名乗ってADAMの代わりとして振舞う。本名は不明。戦前に「賢者達」が当時の中華民国に設立した対米諜報工作員養成所に工作員候補生として世界中から集められてきた子供達の1人で、アメリカ生まれの白人。使用する銃はモーゼル・ミリタリーの中国製のコピー品（十七型拳銃）で、銃を横に構えて流し撃ちを行う「馬賊撃ち」の使い手。目的はヴォルギン大佐のもつ莫大な資金「賢者の遺産」の在処を探ることだったが、EVAが奪った賢者の遺産のフィルムはオセロットが用意していた偽物で、本物はEVAが去った後もスネークの手にあった。これとは別に、中ソ対立の影響で中断していた中華人民共和国の原水爆である宇宙ロケット開発計画「両弾一星」を推進すべく、ソコロフからシャゴホッドのデータを受け取って持ち帰る。その後、中国はタクラマカン砂漠にて核実験に成功して核保有国となった。
スネークと同行する際には、サバイバルビュアーでEVAの状態も見ることができ、胸が豊胸手術によるものであることや虫垂炎の経験があること、豪華な食事やツチノコ料理を食べた経歴が確認できる。
ゼロ少佐 / デイビット・オウ
声 - 銀河万丈、モーション - 久保隆
イギリス人。55歳。かつてはSASに所属し、当時のザ・ボスと同期だった。特殊部隊「FOX」の司令官で、スネークの上官。ヴァーチャスミッションおよびスネークイーター作戦を指揮する。ヴァーチャスミッションでは、映画『大脱走』で捕虜が掘った3つの脱出トンネルの内一つの名前にちなんで「トム少佐」のコードネームを使用していたが、作戦失敗後に映画を見直したところ、トムは途中でナチスに発見された縁起の悪いトンネルだったことが判明し、その後の作戦ではゼロに戻している。
英国文化に誇りを持ち、通信中にも紅茶やSAS時代の自慢話を披露する。コーヒーを嫌って泥水と呼び、紅茶が無い事やスコーンを勝手に食べられていた事に激怒している。映画007シリーズがお気に入りで、無線を切ったあとも60分は講義が続く。ライコフを嫌っており、ライコフに変装するためのマスクにも嫌悪感を示している。
CIA内の非公認組織「UMA探求クラブ」の会長で、幻の生物（UMA）であるツチノコをスネークが捕獲した際は、「絶対に食べるな」「任務をさっさと終わらせて、生きたまま持ち帰れ」と発言する。また、UFOに連れ去られた過去があったともが語るが、真偽は定かではない。
パラメディック
声 - 桑島法子、モーション - 平田絵里子
28歳。医師の資格を持ち、スネークの体調管理をサポートする。セーブも担当する（彼女のみ専用回線が2つ用意されている）。
コードネームの由来は救急救命士（en:Paramedic）で、負傷兵を治療していた経験から後送されるのを待つのではなくパラシュート降下でどこへでも駆け付けるメディックがいれば、その場で初期治療を行って兵士を助けられると言う構想を持っており作戦後にパラメディック制度を創設する。かつてのあだ名はヤブ医者。これはアヒルの擬声語で「やかましい人」を意味し「ヤブ医者」という意味ももつ“quack”を掛けたジョーク。医師として腕が悪い意味ではなく、むしろ腕が確かなことはゼロ少佐が保証している。
作戦地域における動植物などについても、食料にできるかや毒性の有無、生態などを説明する。薀蓄を語るが的外れであり、それでいて自分を日本通だと思っている。
監督の小島秀夫の趣味でもあるSF、ホラー、ファンタジーもののB級映画を好み、無線の中でそれらの話題にする。大衆向け映画には関心が薄く、スネークが質問した「大脱走」についての質問にも答えられず「面白そうじゃなかったから」と言っていた。また、クローンや遺伝子の可能性に興味がありクローンや遺伝子によってスネークの優れた素質を残す、それによってスネークの死後も何十年と功績を残していけるなど『MGS』『MGS2』を連想させることも話す。
シギント
声 - 藤原啓治
24歳。スネークイーター作戦から参加する。兵器や軍事技術の専門家で、「特別にスゴい専門家」を自称する。スネークが使用する武器や装備品を開発した人物でもある。「シギント」はシグナル・インテリジェンスの略で、電子機器を使った諜報活動を意味する。スネークに段ボールを使った偽装を提案した。
装備には変わった拘りを持っていて、その事でパラメディックに変人呼ばわりされている。自分ではまともだと思っており、逆にゼロ少佐やパラメディック達の方を変人だと思っている。変わり者であることからCIAに入るまでは様々な所にて門前払いを食らっていたとされるが、劇中の1960年代はアメリカにおいて人種差別が根強く残っていた時代であり、シギント本人は黒人に対する人種差別が原因と述べている。CIA内の非公認組織「UMA探求クラブ」の副会長（会長はゼロ少佐）でもあり、仕事場で会報を作っている。
これからは戦場で重視されるのは火力から情報になる、コンピューターで差別を乗り越えて世界を繋ぐ仕事がしたいと言った『MG』『MGS』などで描かれる未来のテクノロジーに関して、先見の明がある描写がなされていた。作戦後はインターネットの前身であるARPANETの立ち上げに参加する。
本名はドナルド・アンダーソン。その後のDARPA局長であり、オセロットは「シャドー・モセス島事件」で自分の正体を隠すため、拷問が行き過ぎたことによる事故に見せかけて殺害する。
リンドン・ベインズ・ジョンソン
声 - 中江真司
アメリカ合衆国第36代大統領。ザ・ボスの偽装亡命を否定するが、実際はその事実を知っていた。
当初は「賢者の遺産」を奪還する極秘作戦ためザ・ボスをヴォルギン大佐の元へ送り込んだのだが、手土産として持ち込ませたデイビークロケットを大佐が無断でソコロフ設計局へ向けて発射してしまう。アメリカ製の核兵器によるソ連領内への核攻撃と言う事態にソ連は報復を準備、全面核戦争が迫る中で作戦のシナリオを大きく修正した結果、アメリカを裏切り無断で持ち出した核兵器を使った売国奴ザ・ボスをアメリカ政府が工作員を送り込んで抹殺する、と言う形で決着させる事を決定した。
作戦後は極秘裏にラングレーのCIA本部にてCIA長官やゼロ少佐が列席する中、スネークにザ・ボスを超える称号として「ビッグ・ボス」の称号とその証である勲章を授けた。スネークと握手して、その様子はカメラマンによって写真に撮られた。ジョンソン大統領は実在の人物であるが、この事象はフィクションである。
CIA長官
表向きはCIAの責任者としてヴァーチャスミッションやスネークイーター作戦の立案と許可を行ったが、実際はアメリカの「賢者達」の一人であり、ヴォルギンが掌握している「賢者の遺産」を回収するためにザ・ボスやオセロットを使い一連の作戦を裏から糸を引いていた。最終的にはオセロットによってヴォルギンの「賢者の遺産」は回収されるが、KGBも「賢者の遺産」の一部を保持していたので、引き続きオセロットに回収を託す。エンディングではビッグ・ボスとなったスネークに握手を求めたが、拒否される。
本作の6年後のサンヒエロニモ半島事件の際にオセロットによって殺害され、「賢者の遺産」を奪われる。
陸軍参謀総長
スネークへの「ビッグ・ボス」の称号授与式にCIA長官と共に出席していた人物。式後CIA長官に「我が軍にも兵士と諜報員を兼ね備えた、FOXの様な特殊部隊が必要」という旨を耳打ちしていた。本作の10年後のピースウォーカー事件では統合参謀本部議長に就任しており、再びスネークと関わることになる。

### ソ連
エヴゲニー・ボリソヴィッチ・ヴォルギン
声 - 内海賢二、モーション - マーク武蔵
GRUに所属するソ連のタカ派、ブレジネフ派の軍人で、階級は大佐。西側でのコードネームは「サンダーボルト」。ボクシングの元世界ヘビー級チャンピオンで、無類の拷問マニア。バイセクシュアルで、ライコフ少佐とは愛人関係にある。
ソ連の諜報関係者の中でも最も冷酷且つ残忍な人物として知られており、スネークに情報を漏らしたグラーニンを拷問で惨殺して瀕死状態のソコロフを殴り続け、カティンの森での虐殺にも関わっていた。しかし、愛人のライコフに変装したスネークに敏感な反応を示したり、苦手な動物のアマガエルやザ・ボスに怯む一面もある。「賢者達」のマネーロンダリングを担当していた父から「賢者の遺産」を違法に相続して大要塞のグロズニィグラードや秘密設計局OKB-812を建設し、圧倒的な力でもって「引き裂かれた世界を1つにする」という意思で行動する。「賢者の遺産」の総額は1000億ドルでヴォルギンいわく第二次世界大戦を4〜5回は繰り返せる資産であり、各国の諜報組織から狙われている。1964年にはGRUを率いてソコロフとシャゴホッドを奪取し、用済みになった秘密設計局OKB-754にデイビー・クロケットを撃ち込んで破壊した。
シャゴホッドに乗ってスネークと戦い、シャゴホッドを破壊されると自身の体の電気でシャゴホッドを動かし続ける。最期は落雷を受け、体に巻かれていた弾薬が引火して次々と破裂した。
電気を溜めこめる帯電体質で、強靭な肉体と格闘と合わせて武器にしている。体に巻いたライフル弾を取り出し放電で装薬を点火して素手で放つ、ライフル弾を指の間に挟んで殴りながら発射するなどの技を持つ。口癖は雷を避ける御呪いの「くわばら、くわばら」で、雨や雨を連想させるもの（アマガエルなど）を嫌う。
スタミナキルをすると「コールドウォー」という迷彩服が手に入る。正面がソ連、背中がアメリカの国旗になっており、敵兵士に正面を向けていれば攻撃されないが、背中を向けた途端に攻撃される。
『メタルギアソリッドV』では、落雷と弾薬の破裂を受けても絶命しなかった特異体質をソ連の超能力研究機関で調査されていた。その肉体に残されていたスネークに対する報復心が第三の子供の超能力に呼応して「燃える男」として復活することになる。
オセロット
声 - 山崎たくみ、モーション - 金澤大朗
本名はアダムスカ。正体はザ・ボスとザ・ソローとの間に生まれた息子。10代で少佐の階級になり、GRU精鋭部隊「山猫部隊」の部隊長となっている。その後のリボルバー・オセロットの若き日の姿。
射撃技術は一流で、数日でCQCを模倣するなど兵士として確かな才能とセンスを持つが、その若さから自信過剰であり、スネークとの対決時には敗北する。しかし、敵であるスネークに男として惚れこんでいく。GRUの上官であるヴォルギンには嫌悪感を抱き、スネークとヴォルギンの戦闘中にスネークを援護した。
当初はオートマチック拳銃のマカロフを使用していたが、扱い方はリボルバー向きであり、スネークのアドバイスによりリボルバー拳銃のコルト・シングル・アクション・アーミーへと持ち替えた。
正体は1960年に本物のEVAと共にソ連へ亡命したADAM（アダム）。表向きはGRU所属だが、KGB局長、更にはCIA長官とも連絡を取っていた三重スパイである。彼を殺害するとタイムパラドックスを引き起こしたことになり、ゲームオーバーとなる（この時、『MGS』に登場するロイ･キャンベル大佐のセリフが流れる）。彼もヴォルギン同様、CQCを「ジュウドー」と呼ぶ。
スタミナキルをすると「アニマル」という迷彩服が手に入る。山岳地帯の砂地で非常に高いカムフラージュ率を発揮し、狙撃時の手ぶれを抑制する効果がある。
イワン・ライデノヴィッチ・ライコフ
声 - 堀内賢雄
GRUに所属する将校で、階級は少佐。ヴォルギンの愛人でありグロズニィグラードではヴォルギンと同じレベルの権限を与えられている。食い意地が張っており、道に落ちているものでも平気で拾い食いするため、お腹を壊してトイレに駆け込んでいる。彼をCQCで捕らえて尋問すると、さまざまな話を聞くことができる。前作の主人公である雷電と瓜二つの容姿を持つが関係は不明で、ゲーム中のアクションも雷電と同じ。普段から粗暴な振る舞いをしているらしく、彼に変装していると敵を殴っても正体が見破られる事は無い。
彼を殺害してもタイムパラドックスによるゲームオーバーは発生しないが、本作の6年後を描く『メタルギアソリッド ポータブル・オプス』には登場しており、本作の20年後にあたる『MGSV:TPP』でも存命であることが兵士の会話から判る。
ニコライ・ステパノヴィッチ・ソコロフ
声 - 龍田直樹、モーション - 久保隆
ソ連有数の兵器開発者で、秘密設計局OKB-754（通称ソコロフ設計局）の局長。人類初の有人宇宙飛行を成功させたボストークロケットの開発に最も貢献した人物でモデルはセルゲイ・コロリョフ。もともとはロケット技術者であり、その技術を応用してシャゴホッドを設計した。兵器開発に手を染めた自らの過ちを悔い西側へ亡命を図るが、キューバ危機を巡る米ソの密約によりソ連へ送還されてシャゴホッドの開発を続けさせられていた。グロズニィグラード西棟でスネークと接触したことでヴォルギン大佐に疑われ、逆上したヴォルギンにより拷問で瀕死になるが、スネークやEVAのことは喋らなかった。
彼を殺害した場合もタイムパラドックスとなり、ゲームオーバーとなる。
本編ではヴォルギンが「死んだか」と言うだけで明確な死亡描写はされておらず『MPO』にて生存が判明し、6年後のサンヒエロニモ半島事件にて再びスネークと関わる。
アレクサンドル・レオノヴィッチ・グラーニン
声 - 青野武、モーション - 久保隆
ソコロフと並ぶソ連の兵器開発者で、秘密設計局OKB-812（通称グラーニン設計局）の局長。道路移動型弾道ミサイルシステムR-17(SS-1C)の発射台部分を設計した男で、ソ連最高の栄誉であるレーニン勲章や社会主義労働英雄などの称号を得ている。自身をソ連最高の兵器開発者で英雄の1人であると語り、競合相手のソコロフを敵視する。フルシチョフがソコロフを重用し始めたことに不満を抱き当初はヴォルギンと手を組んだものの、ヴォルギンがソコロフに目をつけてからはヴォルギンにも無能扱いされて冷遇されており、その不満や寂しさを酒を飲みながら初対面のスネークに吐露していた。ソコロフが設計したシャゴホッドに対抗し、戦車につけるべきはロケットエンジンではなくどこへでも行ける足なのだと語り、二足歩行戦車を考案した。この戦車の設計図はオセロットによってアメリカの「賢者達」の元へ渡り「メタルギア」として完成されることになる。また、それとは別にアメリカの友人にも企画設計書を送っており、その友人ことヒューイ（Dr.エメリッヒ）の手でまた別のメタルギアが完成させられていく。
スネークに塹壕の鍵を渡した後、間もなくヴォルギン達にスパイ容疑をかけられてグロズニィグラードに連行され、ヴォルギンの拷問を受けて死亡した。
EVAの扮するタチアナによって靴をプレゼントされていたが、その靴には踵部分に監視用の発信機が仕込まれていた。
ニキータ・セルゲーエヴィッチ・フルシチョフ
声 - 塩屋浩三
ソ連共産党中央委員会第一書記（後に書記長に改称）。バーチャスミッションより約2年前に、ゼロ少佐が指揮を執った亡命作戦でソコロフの亡命を許してしまうが、キューバ危機でミサイル撤去の見返りとして極秘裏にソコロフの返送を要求している。
バーチャスミッション時はツェリノヤルスクでの核爆発を受けて、ジョンソン大統領へホットラインを接続する。あくまでザ・ボスが亡命の手土産に持ち込んだデイビー・クロケットを勝手に使用しただけでアメリカ政府は関与していない、とするジョンソン大統領に対しアメリカへの報復核攻撃を主張する軍部を抑えるため核爆発に関わっていないという身の潔白を求め、ヴォルギン大佐とザ・ボスの抹殺を依頼する。作戦に当たってはKGBが管理する通信衛星をスネークの通信用に間借りさせ、脱出の時には空軍に勅令を出して国籍不明機として追撃を受けていたWIGから手を引かせた。実在した人物だが、この事柄はフィクションである。スネークイーター作戦の約2か月後に失脚し、後任の第一書記にはブレジネフ、首相にはコスイギンが就任した。
KGB兵
ヴァーチャスミッションのみに登場した旧ソ連の国家保安委員会所属の兵士。フルシチョフの命令を受け、彼の信頼する部下が局長を務める要人警護担当の第9局の部隊が、ソコロフの護衛のためツェリノヤルスク及びOKB-754設計局の警備へ出動していた。
ANA製ゴルガスーツと5つのマガジンポーチが付いたBVDベストを着用し、AK-47やRGD-5手榴弾などを装備している。(詳細はこちら)
GRU兵
スネークイーター作戦から登場したソ連の参謀本部情報総局所属の兵士。ゲーム中では主にGRU所属下の特殊部隊スペツナズの隊員を相手取ることになる。『MGS3』に登場するのはヴォルギン直属の部隊で、豊富な資金を背景に武装も本来とは異なっている。
耐荷重サスペンダーが付いたKLMK迷彩服に目出し帽を着用しており、AK-47とRGD-5手榴弾などを標準装備としてM-37ショットガンにVz.61サブマシンガンやRPG-7ロケットランチャー、火炎放射器などの火器の他、弾道シールドや軍用バイクIMZ-ウラル、フライングプラットホーム、Mi-24ヘリなど非常に豊富な装備や兵器を扱う上、KGB兵士よりも射撃能力が高い。
スペツナズ以外にもグラニニ・ゴルギー研究所やグロズニィグラード兵器廠東棟では軍服を着たGRU将校(伍長)も敵として登場する。(詳細はこちら)
ジョニー
声 - 今村直樹
GRU特殊部隊スペツナズ隊員。大要塞グロズニィグラードの独房看守を務める。被っている目出し帽と野戦服の袖に「J」の文字を刺繍している。『MGS』『MGS2』『MGS4』の3作に登場したジョニー佐々木の祖父で、彼の一族は長男に代々「ジョニー」と名付けることになっている。冷戦が始まる前はアメリカに居住しており、同国に妻と息子のジョニーがいる。冷戦を憂いており、条件を満たすとアメリカ人であるスネークに身の上を語る。食い意地が張っていて、過去に厨房から食料を盗み食いして処罰されたことがある。佐々木と同じく、下痢が持病。なお、すでに後に繋がるジョニーが誕生しているため、オセロットなどと違い、彼を殺害してもタイムパラドックスによるゲームオーバーは発生しない。
山猫部隊
GRU特殊部隊スペツナズ隊員からさらに選び抜かれた隊員で構成されたエリート部隊。スペツナズ隊員よりも高度な訓練を積んでおり、銃器の扱いにも長けている。GRU兵よりも射撃精度が正確であり、装備品は主にXM16E1・M36・M63・SVD・グレネード・スタングレネードなどがある。作中での登場シーンは主に、ヴァーチャスミッションにおいてソコロフ救出後のラスヴィエット、スネークイーター作戦においてエヴァとの合流後の夜明けのラスヴィエット、オセロット戦においてのオセロットの護衛、ポニゾヴィエでジ・エンドを倒した場合のソクロヴィエノ、グロズニィグラードの地下道を通って脱出しザ・ソロー戦を終えた後のティホゴルヌイなどがある。

### コブラ部隊
5人は個々の体験から特別な感情を見出し、それをコードネームにしている。「公にできない任務」を行う性質上、捕虜に取られたり自らの死体を残さないために自決用小型爆弾を携帯しており、スネークに敗北すると自爆する者が多い。この演出は『スーパー戦隊シリーズ』や『仮面ライダー』で敵役の怪人が倒された後に爆発する演出へのオマージュとなっている。スネークは「戻る部隊も国もない」という覚悟の表明ではないかと推察していた。また、コブラ部隊に限らず、今作はボスをスタミナキルで倒すと、特殊迷彩服（ジ・エンドのみ例外、詳細は彼の項目にて）が手に入る。
ザ・ボス / 無上の歓喜 ザ・ジョイ
声 - 井上喜久子、モーション - 平田絵里子
東西にその名を轟かせる伝説の兵士。アメリカ人。戦場で「喜び」を見出した人物。1922年生まれ。あらゆる知識と技術に通じ、第二次世界大戦中にはコブラ部隊を組織して連合国軍の特殊任務に従事し、多大な戦果を上げて同軍を勝利に導いている。ゼロ少佐と共にSASの設立にも関わっており、戦中の活躍も含めて西側からは「特殊部隊の母」、東側では「ヴォエヴォーダ（ロシア語で戦士、あるいは女性騎士）」の異名で呼ばれる。
ザ・ソローとの子供を戦場で産み、帝王切開で出産したため腹に蛇のような跡が残った。その子供はソ連側の賢者達によって奪われるが、この子供こそが後のオセロットである。戦争終結後はコブラ部隊を解散、スネークを弟子として引き取り10年をかけて育て上げた。それと並行して、HALO降下とCQCを考案した。その後ネバダの砂漠で核実験に参加して被曝する。
1964年にスパイリングを通じて伝えられたヴォルギン大佐の意思に同調し、ソコロフと無反動小型核弾頭「デイビー・クロケット」を手土産にソ連へ亡命する。
WIGの発射地点であるロコヴォイ・ビエレッグの闘いでスネークに敗れて「賢者の遺産」と愛銃のパトリオットを渡し、最期はスネークの手で殺害された。亡命の真相は、ヴォルギンの持つ「賢者の遺産」をアメリカが奪取するために仕組まれた偽装亡命だった。しかし、ヴォルギンがデイビー・クロケットを使用したことでアメリカは潔白を証明しなくてはならなくなり、スネークにザ・ボスを殺害させるスネークイーター作戦が立案された。このことはザ・ボスがEVAに語り、彼女を介してスネークに伝えられた。
ザ・ボスは戦前「賢者達」によって当時の中華民国で米中ソの共同出資により作られた「対米諜報工作員養成所」の教官を務めており、EVAは養成所に工作員候補生として世界中から集められていた子供達の1人だった。ザ・ボスはEVAの正体を知り、真相をスネークに伝えるよう頼んだ。
小島秀夫は女優シャーロット・ランプリングを外見のモデルにしたとしている。
本作の実質のラストボスであり、迷彩により目視しづらく行動パターンも強力。CQC合戦で勝たないと決定的なチャンスがなかなか来ないと非常に手強い。さらにザ・ボスが指示したMiG-21による爆撃が迫っているため、10分以内に倒さなければならない。戦闘時は最初は無音だが、タイムリミットが迫るにつれて「Snake Eater」がオフボーカル、ボーカルの順で流れていく。
また、彼女だけは仮死薬による死亡偽装が通じず、使用しても無理やり叩き起こしてしまう。
スタミナキルをすると「スネーク」という迷彩服が次ゲームから使用可能になる。どんな場所でもオールマイティに高いカムフラージュ率が得られる効果がある。
20世紀初頭に賢人会議を開いたアメリカ、中華民国、革命直後のロシアの権力者、通称「賢者達」のメンバーの最後の娘であり、賢者達亡き後に組織としての賢人会議が暴走し反目し合いながら冷戦が作られていく様をその目で見てきた。賢者達の争いに操られる政治で簡単に変化する敵味方、それに翻弄される軍人、家族同然だった仲間達とも別れなければならない状況を嘆き、賢者の遺産を使って賢者達を再び統合、やがて世界も一つにする事を目指してヴォルギン大佐に同調した。
実は米ソ宇宙開発競争の最中、世界初の有人宇宙飛行を成功させたソ連に対し実験動物をロケットに乗せる段階だったアメリカがマーキュリー計画の進捗を早めるため極秘裏に人間を宇宙に送り込む事を決定した際、その宇宙飛行士にも選定されている。その時宇宙から地球を見て国境線はどこにもなく、人間は小さな星に生きる一員だと悟った事が後に世界の在り方を変えようとする原動力となった。
深淵なる悲哀 ザ・ソロー
声 - 堀之紀、モーション - 益田康弘
コブラ部隊の元隊員。戦場で「哀しみ」を見出した人物。ソ連人（ロシア人）。霊媒能力に長けた霊媒兵士（シャーマン）で、死者との会話による情報収集のほか、降霊によって死者の能力を獲得できる。大戦中はザ・ボスの最高のパートナーでオセロットの実父。第二次世界大戦後は、コブラ部隊解散により祖国ソ連に帰国してソ連軍に復隊する。1962年に所属の関係と「賢者達」の陰謀により、敵対したザ・ボスに自ら望んで殺害される。その現場はゲームに登場するスネークが突き落とされたドリノヴォドノの吊橋であり、ヴァーチャスミッション終了直前に彼の亡骸を見ることができる。その霊は陰ながらザ・ボスに寄り添い、劇中でも亡霊として登場してスネークにヒントやメッセージを与えた。ザ・ボスの死後、ボスの幽霊と共に成仏する。スネークとの戦闘時には、「お前は息子達に殺される」など未来を示唆する発言もした。小島秀夫は「眼鏡を外すとエド・ハリスに似ている」と語る。
グロズニィグラード鉄橋でのヴォルギン戦後のデモではEVAの背後に立っていたり、格納庫でのヴォルギン戦前のデモではザ・ソローがC3爆発までのタイムリミットを書いたカードを持ってザ・ボスの背後に浮かんでいた。
『メタルギアソリッド2 バンドデシネ』ではリキッドと共に現れて、リキッドのような狂人に脳をコントロールされてしまう不甲斐なさから息子のオセロットを酷評するシーンが存在する（バンドデシネの独自設定）。また、『MGS4』にも登場する。
ザ・ソロー戦というイベント自体は存在するものの、既に死亡しているキャラであり、LIFEとスタミナゲージも最初から0の状態で倒すことは不可。このイベント中はそれまでプレイヤーが殺害してきたキャラクターの亡霊が登場し、また無線連絡でのセリフがゲームオーバー時（スネーク死亡時）のセリフになっている。死因によらず蘇生薬が使用できるようになるので、一度何らかの要因で死亡した後に蘇生薬の使用で終了する。逆に蘇生薬を使わずコンティニューを選んだ場合は「また来たのか」と言われて戦闘がやり直しとなる。
死なずに川の最後まで進み、彼の死体に触れると「スピリット」という迷彩服が手に入る。足音が敵に聞こえなくなる効果があり、敵兵首締め時に相手のスタミナを吸収することができる。
至高の痛み ザ・ペイン
声 - 江川央生、モーション - 益田康弘
コブラ部隊の元隊員。戦場で「痛み」を見出した人物。ユダヤ人、もしくはユダヤ系トルコ人。蜂兵士と呼ばれ、腰のポシェットに女王蜂の入った蜂の巣を持っている。
大量の蜂を体に纏って盾にする、蜂にグレネードを運ばせる、分身を生み出すなど攻守に蜂を利用する。体内で飼っている特殊蜂バレットビーを発射して相手の体内を食い荒らさせる。コブラ部隊の中でも射撃が下手で、弾数が多いM1トンプソン（通称：トミーガン）を使用している。普段は目出し帽をかぶっているが、一定量以上のダメージを与えることで帽子を脱ぎ、蜂に刺されたことで激しく腫れあがった素顔を晒す。彼の蜂はバルトスズメバチであり、新鮮な巣を投げつけるとそこに集まる。
スタミナキルをすると、「ホーネットストライプ」という迷彩服が手に入る。ハチやクモ、ヒルに襲われなくなる上、ハチを従えて敵に襲わせる事ができる効果がある。
『MGSV』において、彼が「異種のフェロモンを分泌して昆虫を自在に操ることのできる寄生虫」を寄生させていた可能性が示唆されている。
至純の恐怖 ザ・フィアー
声 - 田中和実、モーション - 大橋明
コブラ部隊の元隊員。戦場で「恐怖」を見出した人物。フランス人。生まれつき腕の関節が二重関節になっており、それを利用した奇怪な移動から蟻蜘蛛兵士と呼ばれる。舌が異常に長い。柔軟な肉体と素早い動き、威力に優れる「ウィリアムテル」と連射力に優れる「リトルジョー」という2丁のボウガンを武器とする。矢にはクロドクシボグモの毒、発火装置、グレネードをつけて攻撃し、ブービートラップも駆使するほか、スネークが仕掛けたTNTなどの罠を見破ってしまう。スタミナを消耗して効果を発揮する特殊な迷彩服を着ており、ほぼ透明になることができるが、それ故に何もしなくても勝手にスタミナゲージが減っていき、残スタミナが少なくなると動物を狩ったり、近くにある食べ物を口にして回復を図る。そこに毒と腐敗の有無は問わず何でも口にするため、空腹まで粘って毒物でおびき寄せたりもできる。
スタミナキルをすると、「スパイダー」という迷彩服が手に入る。スタミナの消費量が激しくなる代わりにスタミナが続く限り、常に80%前後のカムフラージュ率をキープする効果がある。
真実の終焉 ジ・エンド
声 - 阪脩、モーション - 大橋明
コブラ部隊の元隊員。アメリカ人。戦場で「終焉」を見出した人物。老齢の狙撃兵であり、最初の戦いは南北戦争だった。1850年代生まれで現在の年齢は100歳を越えている。狙撃と偽装のエキスパートで、現代狙撃技術の考案者とされる。
体内に寄生している寄生虫により光合成能力を持ち、肉体年齢を50代前半まで若返らせている。寿命が近いため普段は自らを仮死状態にしておき、戦闘になると蘇生する。森を知り尽くし森や森の生き物と会話ができるため、観測手も必要ない。モシン・ナガンを針を発射する麻酔銃に改造して使っており、スネークを仕留めると自ら抱えて監獄に運び込む。また、近距離でスネークと対峙した際はスタングレネードを投げて逃げる。肩に飼っているオウムを大切にしており、オウムを殺したり食べたりすると激怒する。また、オウムを殺すとジ・エンド戦終了後のデモムービーのオウムも亡霊になっている。
スネークと対峙した時には寿命まで残り一週間となっており、戦闘開始からPS2の内蔵時計が8日以上進むと寿命で死亡してしまうが、電源を切った間の経過時間が3日〜7日だとイベントムービーで逆にスネークが狙撃されてしまい、強制的にグラーニン設計局の牢屋まで戻されてしまう。対峙前のあるシーンでは車椅子の状態で登場するが、その際に彼を一発だけ攻撃を当てることができ、狙撃によるヘッドショットで倒すことも可能。倒した場合、その時点でジ・エンドは死亡し退場。ジ・エンドと対峙するソクロヴィエノには山猫部隊が待ち構えている。
ジ・エンドのみ二つ装備を持っており、スタミナキルをすると、彼の愛銃である麻酔弾仕様のモシン・ナガンが手に入る。
また、彼の背後に回り込んで3回ホールドアップすると迷彩服「モス」が手に入る。太陽下で光合成をしてスタミナ回復が行えるほか、森やジャングルで高いカムフラージュ率が得られる。
『MGSV』では、ジ・エンドの体内に寄生し光合成を行っていたのは苔ではなく寄生虫であるとされた。自爆によって飛び散った肉片もこの寄生虫の力によってその活動を維持していた。
無限の憤怒 ザ・フューリー
声 - 平野正人、モーション - 益田康弘
コブラ部隊の元隊員。ソ連人（ロシア人）。元宇宙飛行士で、火焔兵士と呼ばれている。第二次世界大戦後、非公式に宇宙空間へと旅立つが、大気圏突入時の事故により身体中に大火傷を負い、それ以来痛みを感じなくなる。その際に「怒り」を見出したという。コブラ部隊で唯一、戦場以外の場所で感情を見出した人物。
ソ連製の宇宙服を応用した防火服に身を固め、ロケットブースターで飛行する。ナパームとガソリンを混合した通常燃料ではなく、ロケット用液体燃料である非対称ジメチルヒドラジンとテトラニトロキシドを使用した特別製の火炎放射器を武器に使い、その威力は通常の数十倍以上である。正面に「БЕИ」（ロシア語で「撃て」の意味、読み方はビェーイ）と書かれたヘルメットを被っており、「私はここにいるぞ!」などと叫んで挑発してくることもある。ヘルメットで顔はほとんど見えず、ヘルメットを被っていない時も覆面状態のマスクをつけている。
スタミナキルをすると、「ファイヤー」という迷彩服が手に入る。体に火が付かなくなりやけどもしなくなる耐火服で、火炎やグレネードのダメージを軽減する効果がある。
小説版ではアフリカ系アメリカ人であり、回想においてコブラ部隊所属時は爆弾の専門家で、大戦中のザ・ペインの回想にも、当時の彼と思しき兵士が登場している。終戦後、「共産主義国家では肌の色による人種差別が存在しない」というプロパガンダを信じてソ連に亡命、宇宙飛行士となったが、上記の事故によって大火傷を負ってしまった。

## コラボレーション
ケロタン
人形が登場。撃つなどの攻撃を加えると鳴く。この作品ではステルス迷彩を手に入れる条件が複数あるが、その一つに全てのケロタンを発見して鳴かせるという条件がある。
ヨッシー（任天堂から）
『スネークイーター3D』のみ、ケロタンの代わりとして登場。
ガーコ
迷彩服の柄のひとつ「ガーコ」として登場。着ると撃っていないケロタンが近くにある「お知らせ」としてガーコの鳴き声が響く。
ゴジラ（東宝から）
無線でセーブすると、パラメディックがゴジラについて解説する。これはニンテンドー ゲームキューブ用ソフト『ザ・ツインスネークス』のポリゴンデモの演出を担当した映画監督北村龍平、キャラクターデザイン担当の新川洋司、本シリーズのオープニングタイトル制作を担当しているカイル・クーパーが2004年の映画『ゴジラ FINAL WARS』にてそれぞれ監督・メカニック＆キャラクターデザイン・オープニングタイトル制作で関係している為。また、小島はゴジラや特撮映画のファンである。
雑誌
ファミ通、Newtype、週刊ヤングサンデー、ぴあ、アームズマガジン、HOOTERS JAPAN（スネークイーター3Dのみ）などの雑誌が登場する。ゲーム雑誌のほとんどが、メタルギアソリッドに関係する記事を載せているが、本作の時代からは未来にあたる『MGS』『MGS2』に関係する内容が書かれている雑誌がある（また、一部の雑誌には悩ましい女性が描かれたページがあったりするが、裏表紙でそれを見たスネークへのツッコミ的なメッセージが用意されている）。銃で撃つとその反動でページが開き、雑誌の中身を見られる場合がある。
ピポサル（ソニー・コンピュータエンタテインメントから）
『サルゲッチュ』とのコラボレーションで登場。詳しくは、上記の「猿蛇合戦」の項目を参照。
大乱闘スマッシュブラザーズ SPECIAL（任天堂から）
Switch用ソフト『スマブラSP』にてサウンドのみ登場。
カロリーメイト（大塚製薬から）
ブロックタイプが食料として登場。ゲーム内では、黄色いパッケージに入った状態でところどころに置いてあり、手に入れるとパッケージが観察できる。PS2版ではチョコレート味。『HDエディション』、『スネークイーター3D』ではメープル味。『デルタ』にはチーズ味が登場する。製作者側によれば、箱の形、外観、サイズなど、全て実際の製品と同じように作られているとのこと。味に関しては最高級の評価が与えられており、食べると、スネークが「美味すぎる!」「最高だ!」「もっと食わせろ!」などの台詞を述べてスタミナが全回復する。その上、保存食なので腐らない。パラメディックに無線すると詳しく紹介してくれる。ただし後に装備した状態でEVAに無線すると一部は間違った情報だと訂正される。この無線とワニCAPの無線の2つのみ、ザ・ソロー戦でも可能となっている。このコラボレーションはゲーム内に実際の製品を登場させ身近なアイテムとして扱うと同時に、ゲーム内広告としての重要な役割も果たした。
日ノ本零子、麗琥（『ランブルローズ』から）
『サブシスタンス』のオンライン対戦でプレイヤーキャラとして登場。
ヨドバシカメラ
ヨドバシカメラのロゴが描かれたカムフラージュ「YODOBASHI」をダウンロードすることができた。足元には「10%ポイント還元」と書いてある。
みずしな孝之
彼がデザインしたカムフラージュ「E-DEN」をダウンロードすることができた。
和田アキ子
主題歌「Snake Eater」の日本語版のボーカル。予約特典CD「THE FIRST BITE」にのみ収録され、ゲーム内では未使用。
インスタントラーメン
個別の商品名は出なかったが、開発当時日清食品とのコラボレーションをしようとして結局無しになったと小島が自身のラジオ124回目の放送で語っている。ゲーム中では即席ラーメンと呼ばれ、袋にも日本語で「即席ラーメン」と書かれている。カロリーメイトと同様、食べるとスタミナが全回復し、腐らない。登場のきっかけは、開発者達が森でのサバイバル訓練を行った際にまともな食べ物が無い中、隠し持ってきていたインスタントラーメンを食べた事でラーメンの味をありがたく思ったことから。
WonderGoo
WonderGooで本作を購入したプレイヤー向けに特典として用意されたオリジナルカムフラージュ。WonderGoo店頭にメモリーカードを持参し、データをその場で直接コピーする方式で配布された。
グラビアポスター・グラビア雑誌
通常版では秋山莉奈、大久保麻梨子、下村真理、花井美里が、『サブシスタンス』『HDエディション』ではかでなれおん、浜田翔子、矢吹春奈、山崎真実が、『スネークイーター3D』では杉原杏璃、仁藤みさき、フーターズガール（MIYO、AIRI、KAORI）が、そして全作で菊地由美が、ゲーム内のポスターでグラビアを披露している。また、設置武器の「グラビア雑誌」は小学館発行の「サブラ」とコラボレーションしており、通常版では杏さゆりが、『サブシスタンス』『HDエディション』では和希沙也（現：倉本清子）がグラビアを披露している。なお『スネークイーター3D』ではHOOTERS TOKYOとコラボレーションしており、HOOTERSのオフィシャルブック「HOOTERS JAPAN」に変更されている（グラビア雑誌はサバイバルビュアーで表紙と裏表紙が、地面に設置することで中身が確認できる）。
ANUBIS ZONE OF THE ENDERS
小島率いる開発チームによるロボットアクションゲーム。グラーニンとのイベント会話中、グラーニンの後ろに主人公機である「ジェフティ」のフィギュアが飾られている。

## 使用された歌曲
- Snake Eater / シンシア・ハレル（vocal）
オープニングテーマ。予約特典CD「THE FIRST BITE」には、和田アキ子が歌った日本語版が収録されていた。曲もアレンジされている。2021年には、小柳ゆきが本曲をカヴァー。2022年発売のカヴァーアルバム「RARE TASTY」に収録されており[27]、本人のYouTubeチャンネルでも映像を見ることができる[28]。
- Way To Fall / スターセイラー
エンディングテーマ。
なお、監督を務めた小島秀夫の初期の構想では、「トム少佐」というコードネームとかけてデヴィッド・ボウイの『スペイス・オディティ』と『アッシュズ・トゥ・アッシュズ』をエンディングテーマに起用しようとしていたものの没になった。
- Don't Be Afraid / エリサ・フィオリーロ
挿入歌。とあるデモシーンにて流れる。

## ガイサベージ
スネークが収容所に投獄された際にセーブして終了すると、再開時に突如謎のモノクロ画面ゲーム「GUY SAVAGE」が始まる。本編とは全く関係がない内容で、獄中のスネークが見ている悪夢という設定。このゲームが始まる直前のセーブで行われるパラメディックとの会話は必ず吸血鬼に関するもので、スネークが吸血鬼に対して軽い恐怖感を持つことが示されている。なお、このゲームは猿蛇合戦同様PS2版にのみ収録されており、HDエディション・スネークイーター3Dでは、フラグとなる無線会話こそ残っているものの「GUY SAVAGE」は始まらずに通常通り収容所からはじまる。なお、PS2版ではプレイ後にイベントが発生するが、HDエディション、スネークイーター3Dともにそのシーンはカットされている。
両手に剣を持った謎の男が主人公で、POLICEと書かれた服を着た得体の知れない怪物を次々と倒していくという内容。点数の概念は無く、怪物を一定数倒すと、一時的に主人公の身体が光り、移動速度が上がり敵を一撃で倒せるようになる。操作方法の説明はゲーム中には一切なく、本作の操作方法と異なっている。一定時間が経過するか、一定数の敵を倒すか、主人公がダメージを受け倒されるかのいずれかの条件で終了し、スネークが目を覚ましてメタルギアのゲーム本編に戻る。限られた条件下でのミニゲームでもあり、限られたマップ上でゲーム終了まで戦い続けるもので、特典などのメタルギア本編に反映される要素は無い。
もともと、このゲームは小島プロの別セクション（『Z.O.E』などを手がけた）スタッフが開発していた作品であり、ロボットアニメ調の『Z.O.E』シリーズよりも海外受けするものを狙って「ハイスピードスプラッタアクション」としてテスト版を作ったが、コナミのアメリカ支社持っていった際にスプラッタすぎる等の理由により不評だったため、独立作品としてはお蔵入りしたものを再利用したもの。オリジナルはフルカラーで、後年TGS2011の『Z.O.E』イベントでムービーパートの音声のみが公開された。イベント出演者だけはムービーを見る事が出来たが相当なゴア表現のオンパレードであったらしく、お世辞にも心地良い映像では無かった模様。なお、本作に実装されたバージョンでも怪物が強烈な一撃を食らうか絶命する際に、内臓らしきものが露出する等モノクロである程度の生々しさは映像的に抑えてはあるものの、その名残と思われる表現がある。

## ノベライズ版
『メタルギア ソリッド スネークイーター』著：長谷敏司。ISBN 404100991X。2014年1月25日発売。
本編で語られなかったコブラ部隊の過去や設定が綿密に描写されている。また、ストーリーや一部設定が現実的な描写へと変更されており、本編とは以下の点が異なる。
- スネークイーター作戦序盤で、リボルバーを持ったオセロットがEVAを人質にスネークと対峙するシーン。本編では装弾数の数え間違いから弾切れを起こし、EVAに反撃されてしまっていたが、小説版では弾を2発残した状態で対峙していた。しかし、スネークとの会話の中で挑発に負け不用意に1発撃ってしまった為「残り1発のためスネークとEVAのどちらかしか殺せない」という状況を作り出してしまい、それをスネークに指摘されて動揺した隙を突かれ、本編同様にEVAに逃げられる展開となっている。
- ジ・エンドが使用するモシン・ナガンが麻酔銃に改造されていない。また、戦闘においてジ・エンドは積極的に移動せず、潜伏するジ・エンドの位置をシギントとスネークの無線での連携で割り出すというオリジナルの展開になっている。
- ザ・フューリーとの戦闘のタイミングがグロズニィグラード初潜入時ではなく、2度目の再潜入時に変更されている。それに伴い、ザ･フューリーの自爆によって、グロズニィグラード兵器廠が地盤ごと陥没するほどのダメージを受けている。また、ゲーム内では｢憤怒｣を｢ふんど｣と読んでいたが、小説内では一貫して本来の読み仮名である｢ふんぬ｣に改められている。
- ヴォルギンが発生させる電撃は特異体質ではなく、グラーニンの技術を応用した電動スーツによるものであると設定された。また、発生させた電気をスーツに帯電させるために、足には電気を流すことが出来ないという弱点が追加された[注 17]。
- ザ・ソローの白骨死体が発見されるタイミングが、バーチャスミッション終了時からグロズニィグラード脱獄後のティホゴルヌイの滝に変更されている。
- シャゴホッドの推進装置がドリルではなく履帯となっている。また、ゲーム版ではコクピット部のみが分離し、ヴォルギンが自身の電撃で無理やり起動して戦闘を続行していたが、小説版ではこれらの描写はカットされている
- ヴォルギンの最期がやや異なり、ゲーム版ではシャゴホッドを電撃で操っての戦闘となり、敗北後に落雷に打たれるが、小説版では渓谷の陸橋の崩落に巻き込まれつつも、辛うじて持ちこたえていたシャゴホッド後部のIRBMを点火させ、その推進力でシャゴホッドを無理やり崖の上に持ち上げようと機上の砲塔付近で点火作業中に落雷に打たれている。その後ゲーム版と同じ末路をたどった後、炎上するシャゴホッドと共に崖下に落下している。
- フライングプラットホームの存在がカットされており、それに伴い、WIG内でのオセロットとの決闘は行われない。